# 덴노지

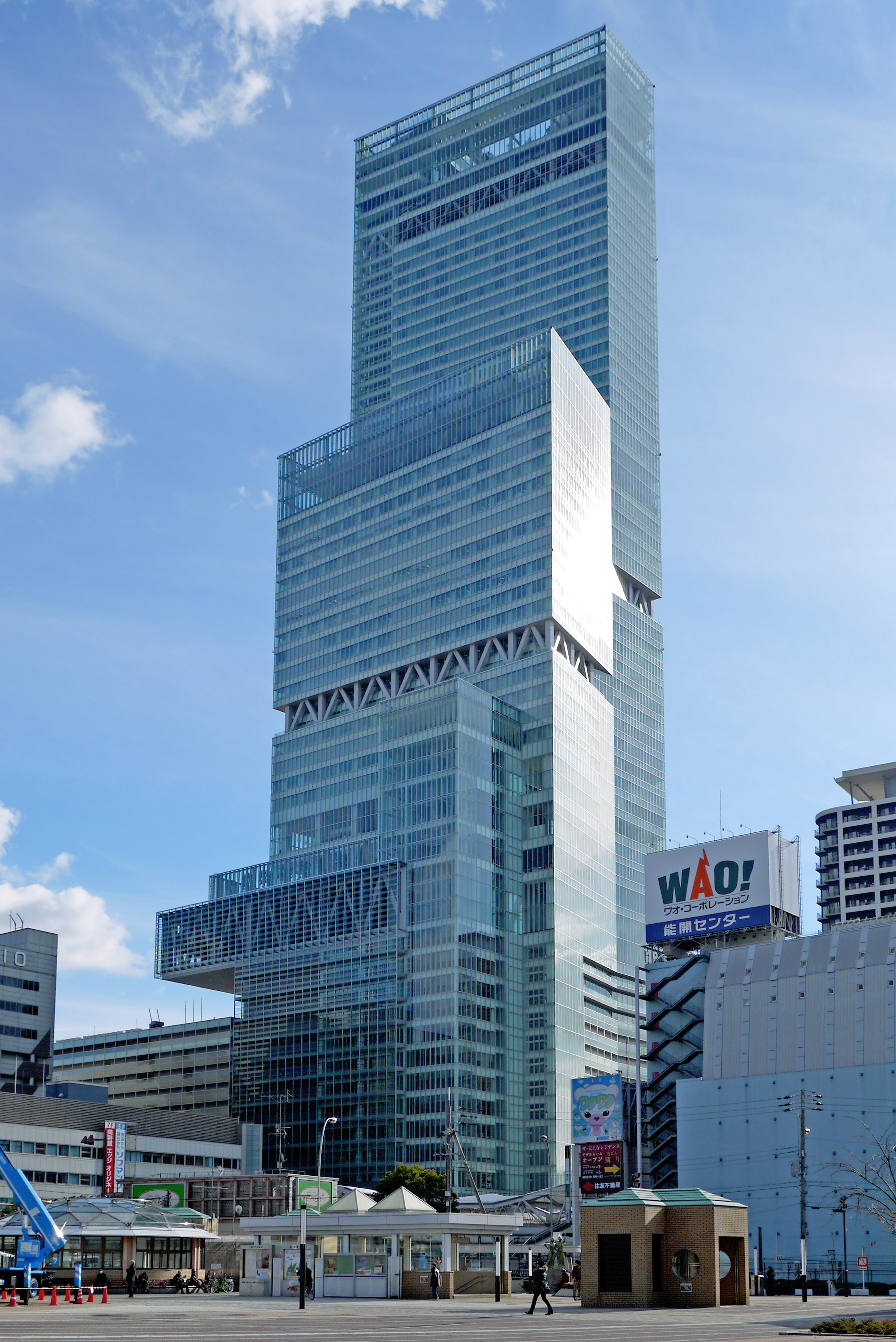
아베노하루카스

덴노지(天王寺)는 일본 오사카부 오사카시 덴노지구 남부와 아베노구 북부에 걸친 번화가다. 일반적으로는 덴노지역 및 남쪽에 인접한 오사카아베노바시역 주변의 번화가, 오피스가, 공원 등으로 이루어지는 지역을 가리킨다. 좁은 의미로는 덴노지역의 북쪽을 덴노지, 텐노지역의 남쪽을 아베노(阿倍野)라고 부른다.